# Polistes delhiensis
Polistes delhiensis är en getingart som beskrevs av Das och Gupta 1989. Polistes delhiensis ingår i släktet pappersgetingar, och familjen getingar. Inga underarter finns listade i Catalogue of Life.